# Liparetrus septuosus
Liparetrus septuosus är en skalbaggsart som beskrevs av Britton 1980. Liparetrus septuosus ingår i släktet Liparetrus och familjen Melolonthidae. Inga underarter finns listade i Catalogue of Life.